# Cerkiew św. Barbary w Jadnomozierze
Cerkiew św. Barbary – prawosławna cerkiew we wsi Jadnomoziero w obwodzie archangielskim.
Drewniana świątynia z wolno stojącą dzwonnicą powstała w 1656. Główna nawa cerkwi została wzniesiona na planie kwadratu, do którego przylegają boczne pomieszczenia na planie prostokąta. Dach namiotowy cerkwi umieszczony jest na ośmiobocznym bębnie. Pomieszczenie ołtarzowe cerkwi zdobi ośli łuk zwieńczony niewielką cebulastą kopułką. Odrębną strukturą jest drewniana, ośmioboczna dzwonnica zwieńczona dachem o analogicznej formie. W 1860 miała miejsce przebudowa obiektu. Oryginalne wyposażenie obiektu nie zachowało się, oprócz kilku wizerunków znajdujących się pierwotnie w ikonostasie. W latach 60. XX wieku cerkiew była remontowana.